# Hainchen (Schkölen)
Hainchen mit seinem Ortsteil Kämmeritz ist ein Ortsteil der Stadt Schkölen im Saale-Holzland-Kreis in Thüringen.

## Geografie
Südöstlich von Schkölen liegt das Dorf Hainchen in einem kupierten Gelände der Ackerebene um Schkölen. Der Ort ist von Obstgärten und Wald umgeben. Durch das Dorf führt die Landesstraße L1071 von Schkölen kommend in Richtung Eisenberg mit Anschluss an die Bundesautobahn 9. Das Wethauflüsschen durchquert die Gemarkung.

## Geschichte
Der Ort wurde am 22./23. Mai 1138 urkundlich erstmals erwähnt. Vom ehemaligen Rittergut wurden viele Flächen der Gemarkung des Dorfes bewirtschaftet. Die riesige Rittergutsscheune und noch einige andere Gebäude zeugen von diesem Anwesen.
Die Dreifaltigkeitskirche wurde 1659 erbaut.
In der Flur liegen Gräber aus der Stein- und Bronzezeit. Dieses Gräberfeld ist das größte in Ostthüringen mit 46 Grabhügeln. Ortsteil Hainchen hat wohl seinen Namen dem „Hain“ zu verdanken.
Hainchen gehörte zum wettinischen Kreisamt Eisenberg, welches aufgrund mehrerer Teilungen im Lauf seines Bestehens unter der Hoheit verschiedener Ernestinischer Herzogtümer stand. 1826 kam der Ort mit dem Südteil des Kreisamts Eisenberg und der Stadt Eisenberg vom Herzogtum Sachsen-Gotha-Altenburg zum Herzogtum Sachsen-Altenburg. Ab 1920 gehörte er zum Freistaat Thüringen.